# Huey Lewis and the News
Huey Lewis & The News var ett amerikanskt pop- och rockband bildat 1979. Gruppen bestod från början av Huey Lewis (sång), Chris Hayes (gitarr), Johnny Colla (gitarr/saxofon), Mario Cipollina (bas), Sean Hopper (keyboard) och Bill Gibson (trummor). På senare tid räknas även John Pierce, Stef Burns, Tal Morris, Marvin McFadden, Ron Stallon och Rod Sudduth som medlemmar i bandet. Gruppen var som mest framgångsrik under mitten av 1980-talet, då den hade hits som "If This Is It", "I Want a New Drug", "The Power of Love", "Hip to Be Square", och "Stuck With You".
De fick skivkontrakt på Chrysalis Records och släppte sitt debutalbum 1980, som dock gick obemärkt förbi. Gruppens genombrott i USA kom med deras andra album som innehöll "Do You Believe In Love", deras första topp tio-hit i USA. Det var dock med det tredje albumet Sports som de fick sitt internationella genombrott. Albumet innehöll hitsinglarna "If This Is It" och "I Want a New Drug". 1985 spelade de in "The Power of Love" som ledmotiv till filmen Tillbaka till framtiden, och fick med denna låt sin första Billboardetta.
1986 släppte de sitt fjärde album, Fore! Även detta blev mycket framgångsrikt och innehöll singlarna "Stuck with You", "Hip to Be Square" och "Jacob's Ladder". 1988 fick gruppen sin sista stora framgång med låten "Perfect World", även om de hade viss framgång in på 1990-talet med låtar som "Couple Days Off" och "But It's Alright". 1989 hade de också lämnat skivbolaget Chrysalis för att istället spela in för EMI. Under 2000-talet har de till stor del turnerat även om nya studioalbum släpptes 2001 och 2010.
Huey Lewis stämde Ray Parker Jr. 1984 då han menade att dennes låt "Ghostbusters" var mycket lik hans "I Want a New Drug". De båda parterna gjorde en ekonomisk uppgörelse i godo. När Lewis i en dokumentär diskuterade uppgörelsen 2001 blev han i sin tur stämd av Parker för att ha diskuterat den hemliga uppgörelsen.
I samband med en spelning i Dallas, TX 3/2-18 så upptäckte Huey Lewis att han hade problem med medhörningen. Helt plötsligt kunde han inte urskilja ljudet längre, utan allt lät som ett enda mullrande vilket gjorde det omöjligt för honom att sjunga. I samband med ett läkarbesök konstaterade man att han hade drabbats av Ménières sjukdom. Detta innebar att han fick ställa in återstoden av 2018 års turné. I dagsläget är det oklart om han någonsin kommer kunna sjunga igen.
Bandet släppte sin sista platta "Weather" 2020-02-14. Skivan innehöll endast sju spår och var alla inspelade innan Huey Lewis förlorade förmågan att sjunga.

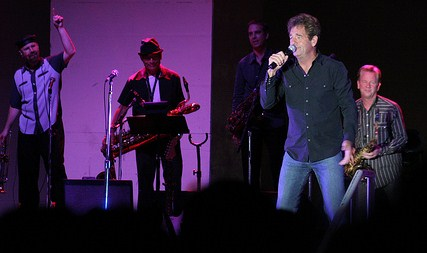
Huey Lewis & The News på Brighton Beach i augusti 2008

## Diskografi

### Studioalbum
- Huey Lewis and the News (1980)
- Picture This (1982)
- Sports (1983)
- Fore! (1986)
- Small World (1988)
- Hard at Play (1991)
- Four Chords and Several Years Ago (1994)
- Plan B (2001)
- Soulsville (2010)
- Weather (2020)

Samlingsalbum
- The Heart of Rock & Roll – The Best of Huey Lewis and The News (1992)
- Time Flies... The Best Of (1996)
- Greatest Hits & Videos (2006)

Livealbum
- Live at 25 (2005)

## Medlemmar
Nuvarande
- Huey Lewis (född 5 juli 1950 i New York) 
 - sång, munspel (1979–)
- Sean Hopper - keyboards, sång (1979-)
- Bill Gibson - trummor, slagverg (1979-)
- Johnny Colla - gitarr, saxofon (1979-)
- Stef Burns - gitarr, sång (2001-)
- John Pierce - bas (1995-)

AKA 'The Sports Section'
- Marvin McFadden - trumpet, slagverk, sång (1994-)
- Rob Sudduth - saxofon, sång (1994-)
- Johnnie Bamont - saxofon (2009-)

Tidigare medlemmar
- Mario Cipollina - bas (1979-1995)
- Chris Hayes - gitarr, sång (1980-2001)
- Ron Stallings - saxofon (1994-2009) (död 13 april 2009)